# Graafschap Vlaanderen

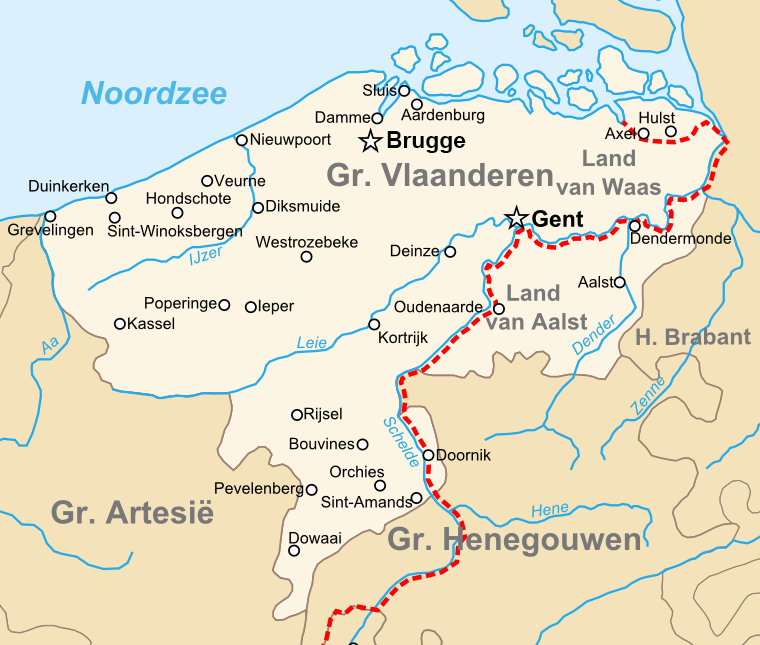
Omvang van het graafschap van 1212 tot 1586. In het rood de rijksgrens, die tot 1526 tussen de grafelijke bezittingen liep.

Het graafschap Vlaanderen (Frans: le comté de Flandre en le comté des Flandres) is een historisch gebied dat zich tegenwoordig bevindt in België, met uitlopers in Nederland en Frankrijk. Als beginpunt van het graafschap wordt algemeen het jaartal 863 genomen, toen graaf Boudewijn I de meest noordelijke gouwen van West-Francië in leen ontving. Zijn zoon Boudewijn II en kleinzoon Arnulf I voegden andere gouwen toe, voornamelijk in zuidelijke richting. De voornaamste steden in het graafschap waren Brugge, Gent, Ieper, Kortrijk, Doornik (tot 1187), Arras (tot 1191) en Rijsel (tot 1667).
Aanvankelijk lagen alle bezittingen van de graaf ten westen van de Schelde, sinds het Verdrag van Verdun (843) de grens tussen het koninkrijk Frankrijk en het Heilige Roomse Rijk. In de 11e eeuw verwierf de graaf echter de Vier Ambachten en het markgraafschap Ename, aan de overzijde van de Schelde. De grafelijke bezittingen worden daarom ingedeeld in twee groepen: Kroon-Vlaanderen (leenroerig aan de Franse koning) en Rijks-Vlaanderen (leenroerig aan de Duitse keizer). Uiteindelijk moest de Franse koning in 1526 en in 1529 afstand doen van de Franse onderdelen, waarna geheel Vlaanderen opgenomen kon worden in de Bourgondische Kreits van het Heilige Roomse Rijk.
Het graafschap kende een bloeiende economie dankzij de handel en de nijverheid. In de 13e, 14e en 15e eeuw werd Vlaams laken in heel Europa gegeerd als een kwaliteitsvol luxeproduct. De welvaart leidde tot een hoge dichtheid van steden. Bovendien kenden deze steden grote bevolkingsaantallen, waardoor Brugge en Gent zich qua omvang konden meten met Londen en Parijs. Ten noorden van de Alpen was het graafschap Vlaanderen eeuwenlang een van de meest economisch en cultureel ontwikkelde gebieden van Europa. In het graafschap waren twee voertalen gangbaar. In het noorden en de Franse Westhoek werden Dietse dialecten gesproken, in Rijsels-Vlaanderen sprak men Picardisch.
Van 1384 tot 1713 was Vlaanderen een van de Bourgondische Nederlanden, Habsburgse Nederlanden en Spaanse Nederlanden. Het graafschap werd getroffen door verschillende oorlogen, vooral in de 17e eeuw. Noordelijke delen ervan werden veroverd door de Republiek der Zeven Verenigde Nederlanden, grote delen langs de zuidgrens werden ingenomen door Lodewijk XIV van Frankrijk. De Vrede van Utrecht (1713) wees de Spaanse Nederlanden toe aan de Oostenrijkse tak van het Huis Habsburg. De Oostenrijkse Nederlanden werden in 1794 bezet door de Eerste Franse Republiek. Het graafschap werd opgeheven en vervangen door de departementen Leie en Schelde. Tegenwoordig komen deze departementen overeen met de Belgische provincies West-Vlaanderen en Oost-Vlaanderen. De gedeelten buiten België behoren tot het Franse Noorderdepartement en de Nederlandse provincie Zeeland.

## Etymologie
De streeknaam "Vlaanderen" wordt in de schriftelijke overlevering voor het eerst vermeld door de vita van Eligius. Deze vita werd opgesteld omstreeks 670, maar de tekst is enkel bekend uit een herwerking van ± 725. In deze tekst wordt de streek genoemd als in Flandris en zijn bevolking als Flanderenses. De streeknaam was tevens een politieke entiteit: de Vlaanderengouw. Deze was opgericht omstreeks 650 en wordt voor het eerst vermeld in 745: in pago Flandrinse.
De grondvorm was waarschijnlijk het Germaanse flauma, letterlijk "dat wat bevloeid wordt". In die tijd overstroomden grote delen van de kuststreek tweemaal per dag bij vloed, vanuit diverse getijdengeulen (onder andere de Testerepvliet, het tegenwoordige kanaal Brugge-Oostende en het Oud Zwin). Langzaam maar zeker werden de getijdengeulen minder diep en breed, doordat het vloedwater er voortdurend slib in afzette. Uiteindelijk vielen ze droog of werden ze ingepolderd.
In het Noordzee-Germaans werd flauma uitgesproken als flâm. De locatief hiervan was Flam-andra, maar in het meervoud werd dit Flam-andrum: "in de waterrijke gebieden". Dit Flamandrum verkortte tot Flamdrum, dat verder evolueerde tot Flandren en Vlaanderen. De genitief van flâm is Flaming (Vlaming). Het bijvoeglijk naamwoord luidt Flamis (Vlaams). In het Middelnederlands werd de f stemhebbend ("v") maar in het Engels (Flanders) en het Duits (Flandern) bleef de f ongewijzigd. Zo ook in de Romaanse talen: Flandria (Latijn), la Flandre/les Flandres (Frans), Flandes (Spaans) en le Fiandre (Italiaans).

## Grondgebied en indeling

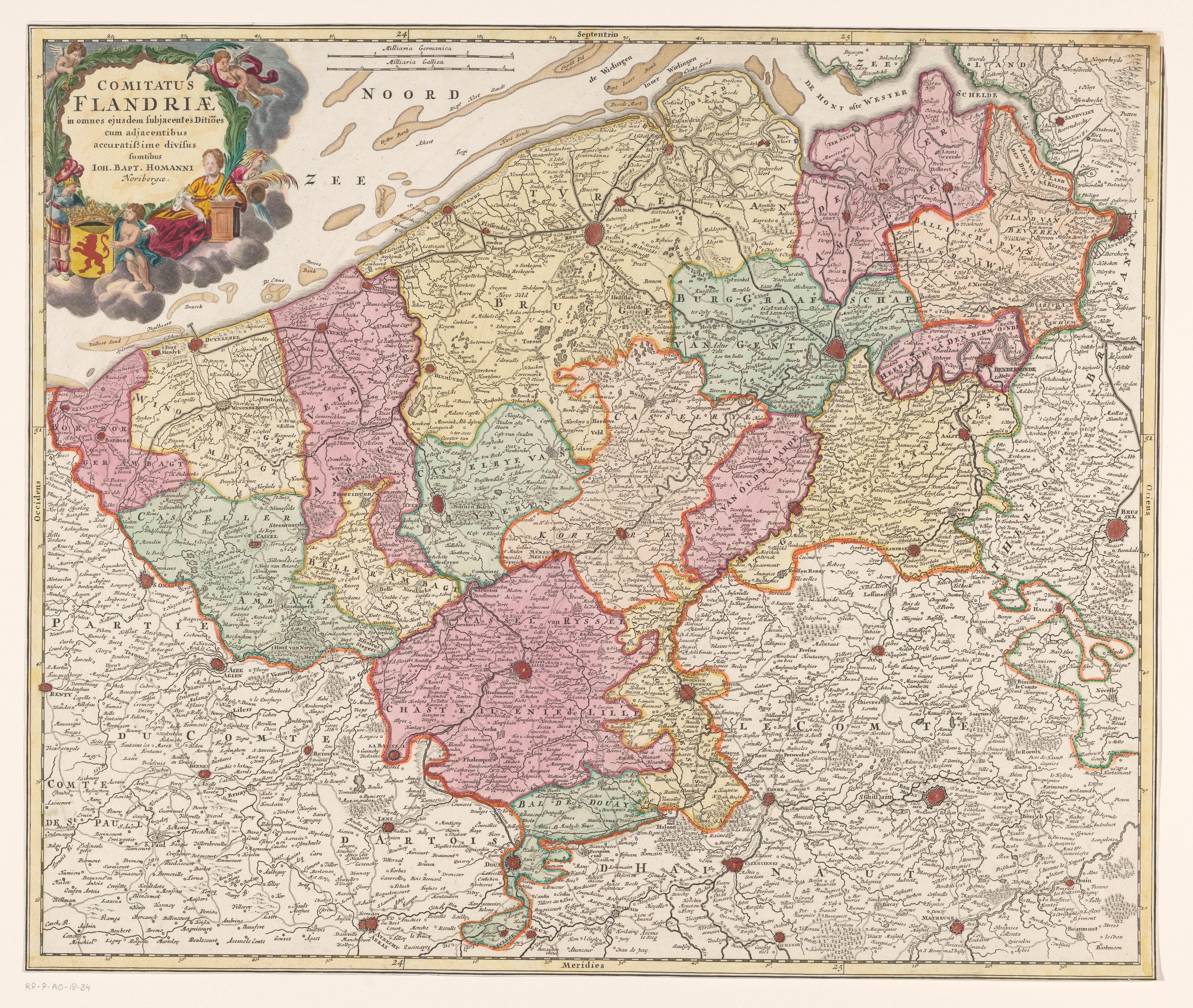
Administratieve indeling. Herwerking van 17e-eeuwse kaarten door Homann.

Tegenwoordig ligt het historische graafschap verspreid over:
- België:
  - De provincies West-Vlaanderen en Oost-Vlaanderen
  - In de provincie Antwerpen: het Vlaams Hoofd en Bornem
  - In de provincie Henegouwen: Doornik, Moeskroen en Komen-Waasten
- Frankrijk:
  - Ten zuiden van Vlaanderen lag het graafschap Artesië, een samenvoeging van gebieden die verloren gegaan waren bij de overdracht van Artesië (1180–1212). Hier lagen steden zoals Arras, Hesdin, Béthune en Sint-Omaars.
  - Langs de nieuwe zuidgrens veroverde Frankrijk in de periode 1658–1679 steden zoals Duinkerke, Kassel en Belle. Dit gebied staat bekend als de Franse Westhoek. West-Vlaamse dialecten bleven er gangbaar tot in de 20e eeuw.
  - In diezelfde periode veroverde Frankrijk ook Rijsels-Vlaanderen. Het omvatte onder andere Armentiers, Rijsel, Douai en Orchies. Het werd ook Romaans-Vlaanderen genoemd, omdat hier geen West-Vlaams maar Picardisch (een Romaanse variant) gesproken werd.
  - Buurlandjes zoals het graafschap Boulogne en Ternois waren nooit onderdelen van het graafschap Vlaanderen, maar stonden wel enige tijd onder Vlaamse invloed.
- Nederland: na de strijd om Zeeland Bewestenschelde werd de Westerschelde gekozen als grens met het graafschap Zeeland. In de periode 1586–1648 kon de Republiek der Zeven Verenigde Nederlanden echter verschillende plaatsen op de zuidoever innemen (Staats-Vlaanderen).

Het "graafschap Vlaanderen" was eigenlijk een personele unie van oudere domeinen die elk hun eigen bestuur behielden. De titel "graaf van Vlaanderen" was ontleend aan het vrijgraafschap rond Brugge, een voortzetting van de oudere Vlaanderengouw. De overige gouwen werden in leen gegeven aan burggraven, een erfelijke titel die al snel in handen kwam van machtige geslachten. Sommige burggraven begonnen te wedijveren met de graaf, waarna ze geleidelijk aan vervangen werden door baljuws, benoemd en betaald door de graaf. Omstreeks 1600 beschikte de graaf van Vlaanderen over een 25-tal deelgebieden, bijna allemaal bestuurd door baljuws.

## Wapenschild

Het wapenschild, zoals afgebeeld in het Wapenboek Gelre (links) en het Wapenboek Wijnbergen (rechts)

Het wapen van Vlaanderen, bijgenaamd de "Vlaamse leeuw", was oorspronkelijk het wapenschild van graaf Filips van de Elzas. De historische roman De leeuw van Vlaanderen (1838) verheerlijkte de Guldensporenslag (1302), waarin een Vlaams volksleger won tegen de Franse koning terwijl men ook "Vlaanderen de Leeuw!" geroepen zou hebben. Geïnspireerd door de Guldensporenslag, noemden Nederlandstaligen in België – ook in de gebieden buiten het historische graafschap – zich "de Vlaamse Beweging" en gebruikten de Vlaamse leeuw als hun symbool. In de 20e eeuw ging de Vlaamse leeuw over op de vlag van de Vlaamse Gemeenschap en het Vlaams Gewest.
In de heraldiek van randzones en buurlanden van het Heilige Roomse Rijk komen gevreesde wilde dieren veelvuldig voor. De keizer voerde zelf de dubbelkoppige adelaar. Wellicht wilden de randzones en buurlanden hun eigen kracht en zelfstandigheid ten opzichte van de keizer beklemtonen. De leeuw werd in West-Europa geassocieerd met moed. Hij was bekend sinds de klassieke oudheid, onder meer door de fabels van Aesopus.

## Voorgeschiedenis

### Romeinse tijd en Clovis

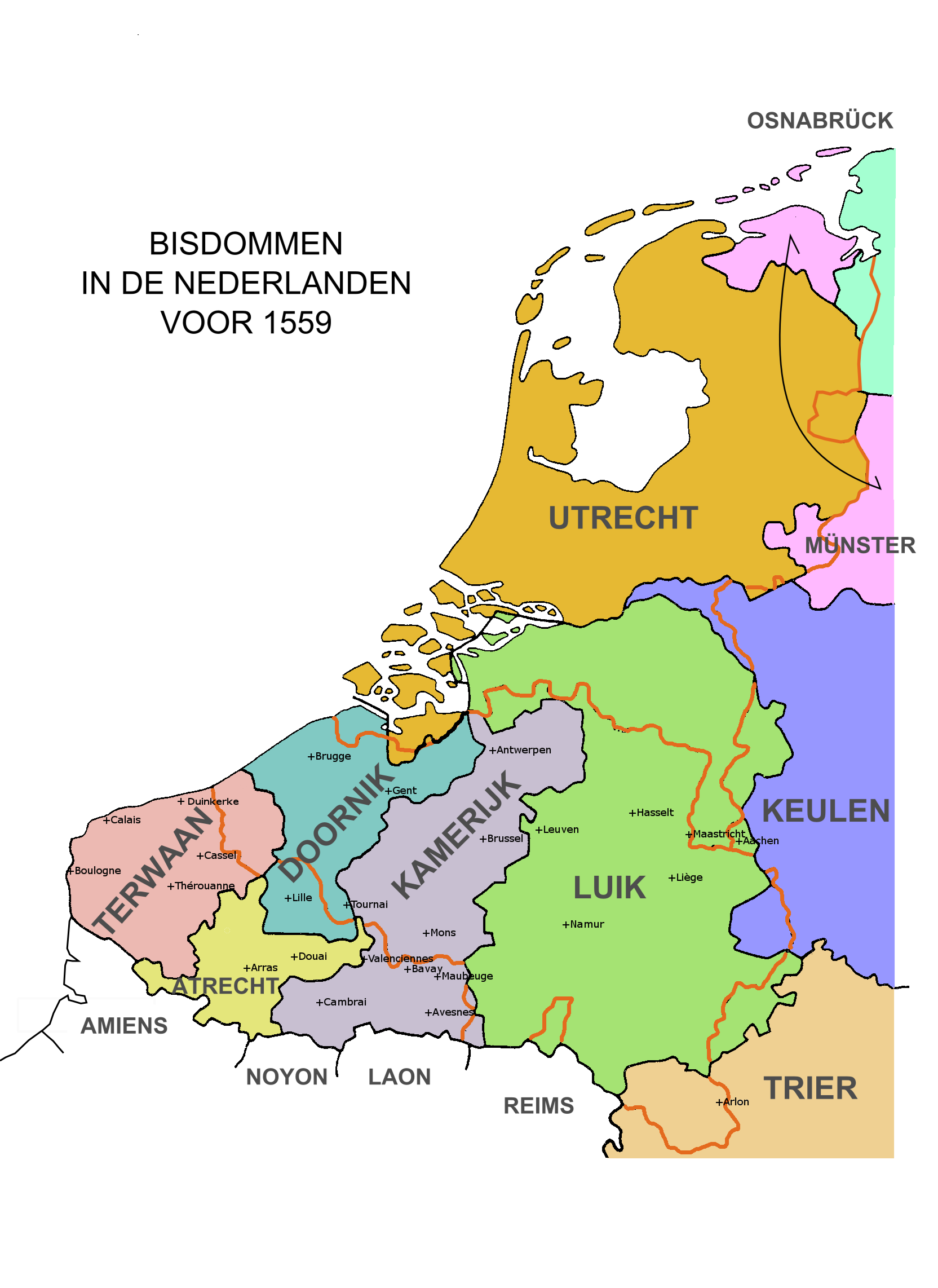
Het merendeel van Vlaanderen behoorde tot de civitas Turnacensium, een voorganger van het bisdom Doornik

In de 1e eeuw v.Chr. lagen in de kuststreek verspreide nederzettingen van de Menapiërs, langs zoete kustriviertjes en aan weerszijden van de rivieren IJzer, Leie en Schelde. Naburige stammen waren de Morinen (valleien van de Aa, de watergang du Zandick en de Liane), de Atrebaten (Boven-Schelde en Scarpe), de Nerviërs (Dender, Hene en Samber) en de Eburonen (Demer, Maas en Geul). Alle vijf stammen moesten zich in de Gallische Oorlog onderwerpen aan het Romeinse Rijk. De noordelijker wonende Bataven (rond de Rijn-Maas-Scheldedelta) moesten het Romeinse bestuur aanvaarden in 12 v. Chr.
Ten zuiden van het gebied, langs de Romeinse hoofdwegen Boulogne-Kortrijk-Keulen en Boulogne-Kamerijk-Keulen, konden zich stadjes ontwikkelen, zoals Kassel dat fungeerde als bestuurscentrum van de Menapiërs. Na ± 375 werd deze bestuurlijke functie overgenomen door het rijkere Doornik. De nieuwe civitas Turnacensium besloeg het merendeel van het latere graafschap Vlaanderen. Het kwam overeen met het latere bisdom Doornik, zoals dat bestond tot aan de super universas van 1559. Rond 460 kwam de civitas onder controle van de Salische Franken, die Doornik gebruikten als hoofdplaats van het Frankische Rijk tot ± 486.
In het gebied van de Menapiërs ontstonden nu ook verspreide nederzettingen van de Franken. Bovendien vestigden zich Saksen langs de kustlijn. Elk volk had zijn eigen taal en tradities, maar bij gebrek aan archeologische vondsten en geschreven bronnen is er weinig over bekend. Qua godsdienst hingen ze het arianisme aan, dat ze in de 4e eeuw aangenomen hadden door missiewerk vanuit het Romeinse Rijk. Binnen het rijk raakte het arianisme echter verdrukt door het katholicisme, en omstreeks 500 was dit de belangrijkste godsdienst in het geromaniseerde zuiden. Wegens zijn zuidelijke onderdanen, en zijn katholieke echtgenote, installeerde koning Clovis bisschoppen in Doornik en Cambrai. Ook in Arras was tijdelijk een bisschop gevestigd, maar deze bisschopszetel werd al snel verplaatst naar het noordelijker gelegen Terwaan, in een poging de kerstening van de kuststreek te bevorderen.

### Van ±600 tot ±850

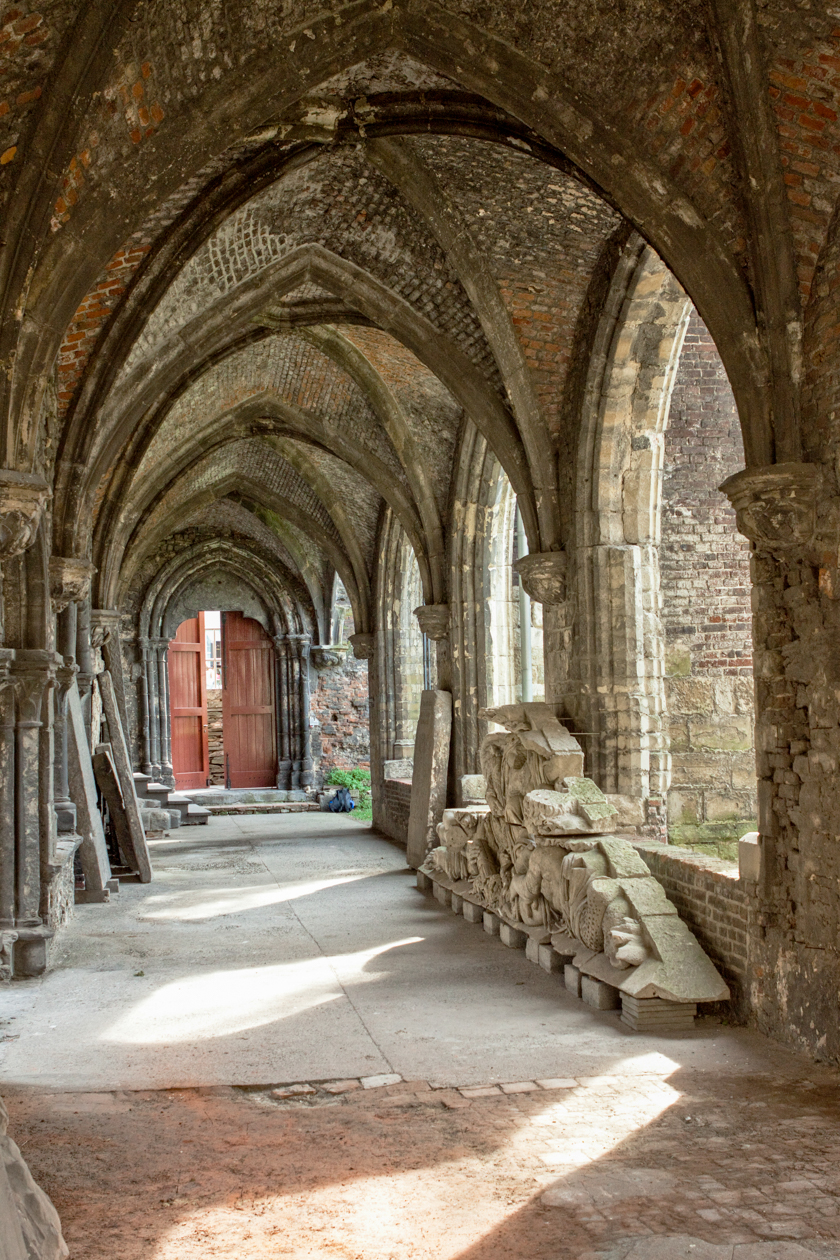
Overgebleven gedeelte van de Sint-Baafsabdij

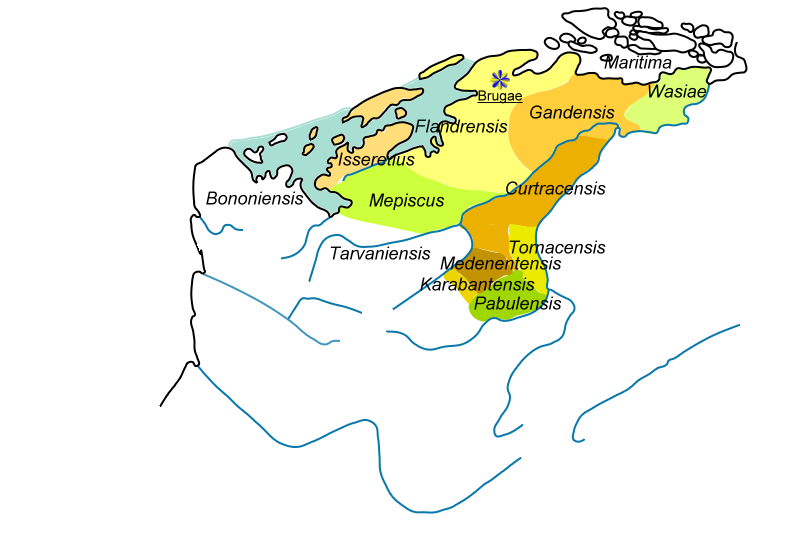
De Frankische gouwen in het noorden van West-Francië

Omstreeks 600 kreeg de kuststreek te maken met een nieuwe migratiestroom, ditmaal van Friezen die afzakten naar het zuiden. Volgens de Lex Frisionum reikte hun woongebied omstreeks 790 zuidwaarts tot aan het Zwin. Het gevolg van deze nieuwe druk op de ruimte was dat sommige gemeenschappen van voornamelijk Franken landinwaarts trokken, in zuidelijke en oostelijke richting. Hier deden ze aan nieuwe ontginningen en stichtten er nieuwe nederzettingen, die vaak gekenmerkt worden door plaatsnamen die eindigen op -ingen en -egem. Vooral in de omgeving van Kortrijk zijn deze achtervoegsels veelvuldig aanwezig. In Noord-Frankrijk reiken oude Nederlandstalige plaatsnamen tot voorbij Boulogne, Terwaan en Rijsel. Dit geeft een beeld van waar de overgangszone tussen het Nederfrankisch/Oudnederlands en de langues d'oïl lag omstreeks het jaar 800. Door verfransing evolueerde deze brede strook tot een smalle taalgrens, en begon ze noordwaarts te schuiven tot op de dag van vandaag.
Het Frankische Rijk raakte meermaals verdeeld onder de Merovingen. De bisdommen Doornik, Terwaan en Kamerijk behoorden steeds tot het deelrijk Neustrië, maar lagen niet ver van het rivaliserende deelrijk Austrasië. Daarom werden de bisschoppen militair bijgestaan door een dux of hertog. Zijn actiegebied wordt eenmalig genoemd als het hertogdom Dentelin. Nadat Chlotharius II alle deelrijken herenigd had (613), werd de hertog vervangen door plaatselijke gouwgraven. Wanneer later het missicatum III genoemd wordt in het Capitularium van Servaas (853), fungeert de bisschop van Doornik als zendgraaf over minstens elf gouwen in zijn bisdom, maar ze zijn niet allen bekend bij naam. In de periode van ± 860 tot ± 895 zouden alle gouwen in het bisdom Doornik verenigd worden door de graven van Vlaanderen, en gaan bekendstaan als "kasselrijen".
Omdat de gemeenschappen ten noorden van Terwaan en Doornik het arianisme aanhingen en ver verwijderd waren van steden, probeerden de Frankische koningen missiewerk te stimuleren. Ze schonken landgoederen aan de Kerk, in de hoop dat de Kerk er levensvatbare abdijen kon oprichten. Succesvolle stichtingen waren de Sint-Baafsabdij en de Sint-Pietersabdij, beiden verantwoordelijk voor het havenstadje Gent dat ontstaan was aan de samenvloeiing van de Schelde en de Leie. Missionaris Eligius bekeerde de inwoners van de kuststreek en rond het huidige Antwerpen. De vita van Eligius maakt voor het eerst melding van "Vlamingen", een overkoepelende benaming voor de Menapiërs, Franken, Saksen en Friezen die in "de bevloeide streken" (Flamandrum) woonden.
In de periode 800–840 bereikte het Frankische Rijk zijn maximale omvang, maar kreeg het ook te maken met nieuwe bedreigingen van buitenaf. De havenstadjes langs de Noordzee, ook in Vlaanderen, werden geregeld geplunderd door de Vikingen. In Spanje werden de Franken geconfronteerd met de Moren, die zelfs Rome plunderden. In het oosten heerste een voortdurende rivaliteit met het Groot-Moravische Rijk. De verdeling van het Frankische Rijk tussen drie kleinzonen van Karel de Grote werkte extra nadelig op de slagkracht van de koningen. De gouwgraven met hun plaatselijke strijdkrachten werden onmisbaar. Bijgevolg verwierven zij en hun families veel invloed. Uit een van deze families stamde een edelman genaamd Boudewijn, de latere Boudewijn I van Vlaanderen.

## Geschiedenis

Vlaanderen (bovenaan) en omliggende graafschappen

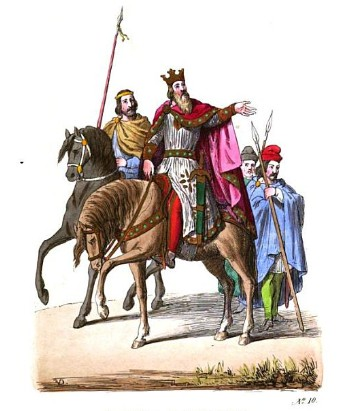
Boudewijn IV werd ook leenman van het Heilige Roomse Rijk

### Ontstaan en groei (863–1067)
De eerste koning van West-Francië, Karel de Kale, had zijn dochter Judith tweemaal uitgehuwelijkt zonder succes en dacht nu na over een bondgenootschap met een ander koningshuis. Judith werd echter verliefd op Boudewijn, die haar zonder toestemming van haar vader schaakte in 861. Pas in 863 verzoende Karel zich met hen, en werd het huwelijk gewijd door de paus. Het echtpaar kon eindelijk terugkeren naar West-Francië en werd begiftigd met een bruidsschat. Karel beleende zijn schoonzoon met de drie noordelijke gouwen van zijn koninkrijk: de Vlaanderengouw, de Gentgouw en de Waasgouw. Zij lagen niet ver van de hoofdstad Parijs, maar toch in een uithoek van West-Francië. Er lagen ook geen stedelijke kernen. De kustplaatsjes werden geregeld geteisterd door de Vikingen. De Schelde vormde de rijksgrens met het rivaliserende Midden-Francië. Toch schonken de gouwen een passende waardigheid aan de schoonzoon van de koning. Brugge was immers een opkomende zeehaven. Alle scheepvaart over de Schelde (richting de bisschopszetels Doornik en Cambrai) en de Leie (richting Kortrijk en Terwaan) moest voorbij Gent. De koning verzekerde zich van een betrouwbare bondgenoot om dit gebied te verdedigen.
Boudewijn I liet verschillende kustplaatsen voorzien van een ringwal, waarna de bevolking en de welvaart weer toenamen. De Vikingen besloten de rivieren op te varen, waaronder ook de Schelde. Boudewijn II plaatste de getroffen gouwen rond Ieper, Kassel, Kortrijk, Doornik en Rijsel onder zijn bescherming. Zijn broer Rudolf trad op als graaf van Cambrai. Er begon een machtsstrijd met Vermandois over de kerkelijke gebieden Sint-Omaars en Arras. Rudolf werd gedood, en de koning probeerde de situatie te ontmijnen door Boudewijn tevreden te stellen met het graafschap Boulogne (896). Toen koning Karel de Eenvoudige iemand uit de Vermandois-partij benoemde tot abt van de abdij in Sint-Omaars, liet Boudewijn de nieuwe abt vermoorden. In 918 vererfde Vlaanderen naar Arnulf I, en in 933 ook Boulogne. In 928 moest Arnulf het graafschap Guînes afscheiden, dat weliswaar onderworpen bleef aan Vlaamse suzereiniteit. Arnulf is vooral bekend door zijn verovering van Arras (932), Douai (943) en Montreuil-sur-Mer (948). De graven van Lens, Ternois en Hesdin moesten hem erkennen als hun suzerein.
Omdat Arnulf geen zonen had, sloot hij een overeenkomst met koning Lotharius. Lotharius bekrachtigde de nog minderjarige Arnulf II van Vlaanderen, een kleinzoon van Arnulfs broer Adalolf, als de rechtmatige erfgenaam van Vlaanderen. Arnulf I verklaarde zich akkoord dat de graventitel over Boulogne zou terugvallen aan de koning. Een zoon van Adalolf, eveneens Arnulf geheten, verzette zich echter tegen de overeenkomst en liet zich in Boulogne huldigen als de nieuwe graaf (965). De koning bevestigde zijn erfelijke recht, met dien verstande dat Arnulf hierdoor een trouwe vazal werd. Inderdaad genoot Lotharius tijdens zijn bewind een grote invloed in Vlaanderen en Boulogne. Bovendien werd Montreuil-sur-Mer in 981 ingenomen door de latere koning Hugo Capet, en definitief afgestaan bij het huwelijk van Suzanna van Italië met kroonprins Robert (988). Dit huwelijk moest de positie van Vlaanderen versterken, maar omstreeks het jaar 1000 verstootte Robert Suzanna.
Door de tegenslagen in Frankrijk keek Boudewijn IV vooral naar het oosten. Het Heilige Roomse Rijk had een burcht opgericht te Ename en te Valenciennes. Ze waren defensief bedoeld maar konden ook gebruikt worden als een uitvalsbasis om Vlaanderen en Frankrijk aan te vallen. In 1006 liet Boudewijn beide burchten verwoesten, maar werd hiervoor bestraft met een aanval van keizer Hendrik II op Gent (1007). Enkele jaren nadien sloten ze vrede. Boudewijn werd als vazal aan het Heilige Roomse Rijk verbonden, door hem te belenen met Zeeland Bewestenschelde (waaronder de Vier Ambachten) en het markgraafschap Valencijn. Het markgraafschap Ename kreeg hij niet, waarna hij de burcht aldaar opnieuw verwoestte (1033) na het overlijden van Hendrik II. Graaf Boudewijn V nam zelfs deel aan de opstanden tegen keizer Hendrik III. Valencijn werd hem ontnomen, en zijn zoon Boudewijn VI moest als gijzelaar aan het keizerlijke hof blijven. Toen de keizer stierf, kwam de hoge adel in opstand (1062). Hieruit volgden toegevingen aan de opstandige edellieden, waaronder Boudewijn die nu eindelijk Ename verwierf (1063). Boudewijn was getrouwd met een zus van Hendrik I van Frankrijk. Daarom trad hij ook op als regent van Frankrijk. In 1066 ondersteunde hij de verovering van Engeland door Willem de Veroveraar, die zijn schoonzoon was.

### Bloeiperiode (1067–1180)

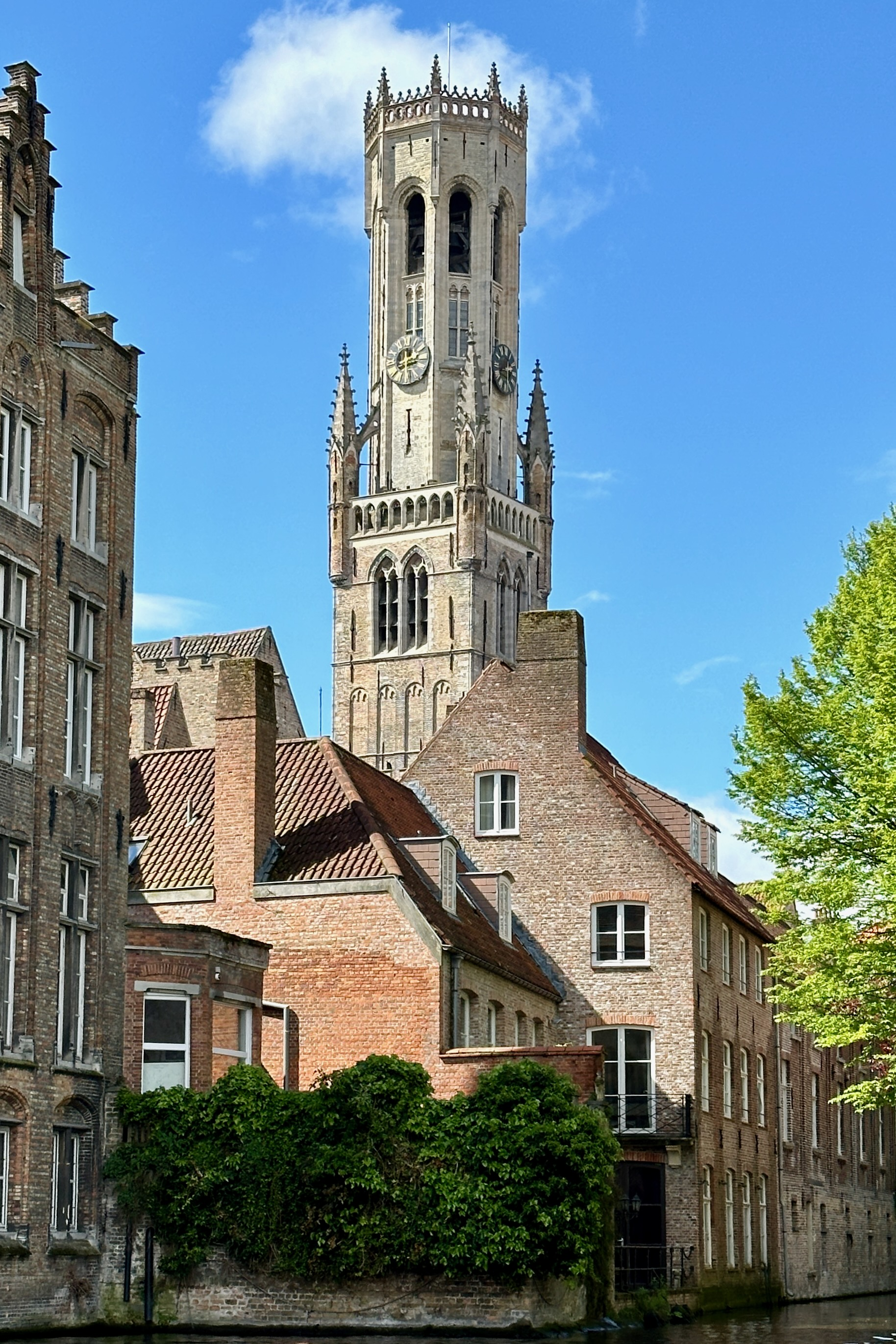
Het belfort van Brugge

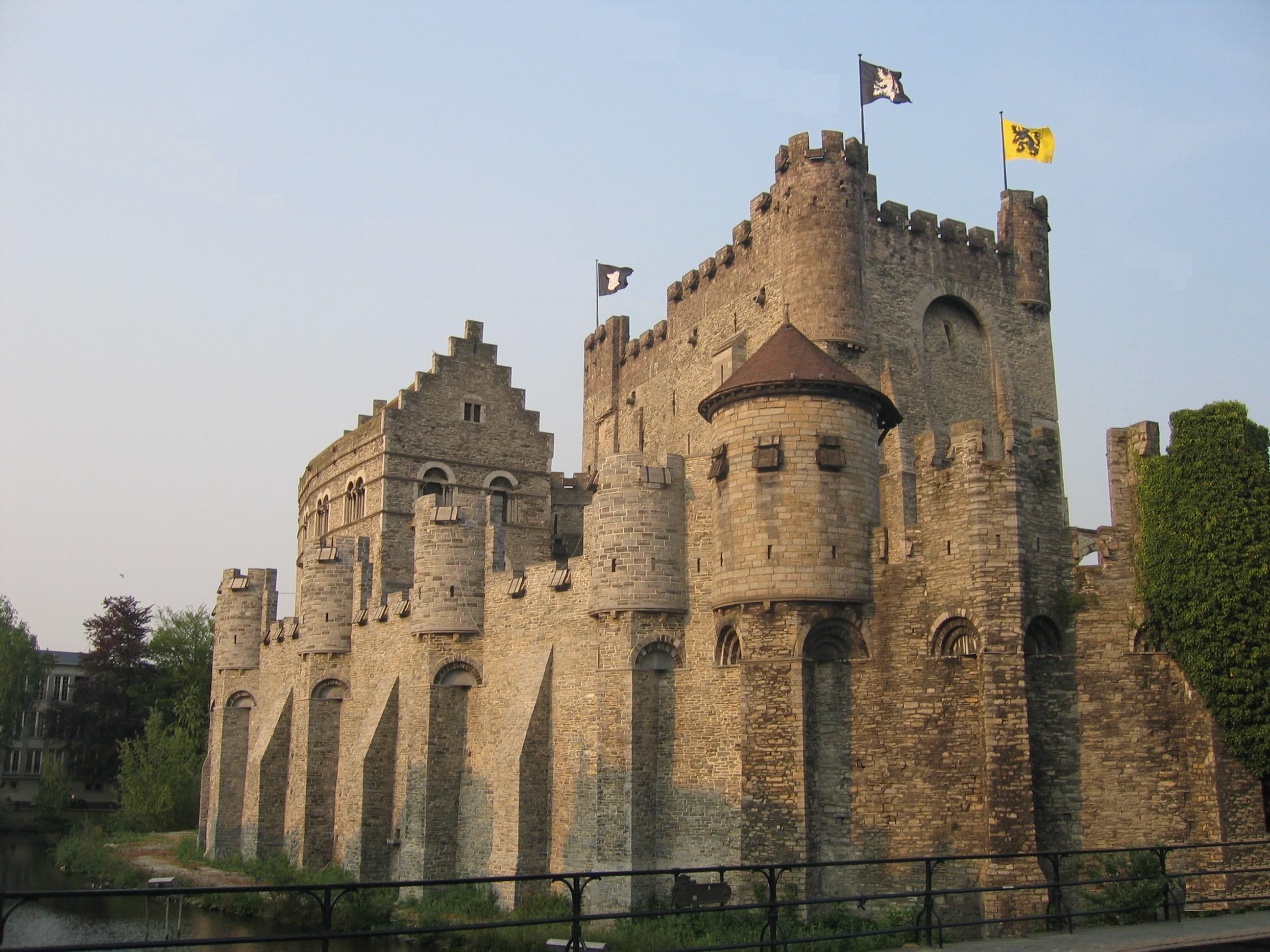
Het Gravensteen werd gebouwd door Filips van de Elzas

Boudewijn VI volgde zijn vader op als graaf van Vlaanderen, en was reeds graaf van Henegouwen namens zijn echtgenote Richilde. Drie jaar later stierf hij al, en werd de opvolging opgeëist door zijn broer Robrecht en zijn zoon Arnulf. In de hierop volgende Slag bij Kassel (1071) sneuvelde Arnulf. Robrecht kreeg Vlaanderen in handen; Henegouwen ging naar een broer van Arnulf. In 1076 steunde Robrecht zijn stiefzoon, Dirk van West-Friesland, tegen de bisschop van Utrecht. In eigen land was Robrecht een succesvolle hervormer, die de grafelijke macht versterkte en de economische ontwikkeling van Brugge bevorderde. In 1093 werd hij opgevolgd door Robrecht II. Samen met de naburige graven nam hij deel aan de succesvolle Eerste Kruistocht. Na zijn terugkeer nam hij deel aan een strafexpeditie van koning Lodewijk tegen de graaf van Blois, waarbij hij echter sneuvelde (1111).
Boudewijn VII van Vlaanderen overleed al 7,5 jaar na zijn aantreden. Hij had een kozijn aangeduid als zijn toekomstige opvolger. Karel, bijgenaamd "de Goede", bestreed armoede en machtsmisbruik maar kwam hierdoor in conflict met de familie Errembault die hem uiteindelijk liet vermoorden in de kapel van de Burg. De meest voor de hand liggende opvolger was een andere kozijn: Diederik van de Elzas. Er waren echter meerdere verwanten die aanspraak maakten op de grafelijke titel. Koning Lodewijk maakte gebruik van de verwarring om Willem Clito te benoemen, de pretendent die het meest bij hem aanleunde. Willem kon Diederik verslaan in de Slag bij Axpoele (1128), maar liep een verwonding op toen hij hem achtervolgde en belegerde in Aalst. Vijf dagen later overleed hij, waardoor Diederik alsnog door alle partijen werd aanvaard als de nieuwe graaf.
Diederik van de Elzas reisde viermaal naar het Heilige Land en nam er deel aan militaire acties van de Kruisvaardersstaten. Hij zou ook het Heilig Bloed meegebracht hebben naar Brugge, waar deze relikwie nog steeds bewaard wordt. Terwijl hij deelnam aan de Tweede Kruistocht, probeerde Boudewijn IV van Henegouwen zijn vermeende erfrecht te doen gelden op Vlaanderen. Na Diederiks terugkeer sloten ze vrede, en werd een toekomstig huwelijk afgesproken tussen een dochter van Diederik en een zoon van Boudewijn. In 1168 werd Diederik opgevolgd door zijn zoon, Filips van de Elzas, reeds graaf van Vermandois, Amiens en Valois. Hiermee bezat hij het merendeel van de Franse leengoederen ten noorden van Parijs. Zijn bezittingen waren zelfs omvangrijker was dan het kroondomein van de koning.
De tweede helft van de 12e eeuw vormde een glansperiode voor het graafschap. Omdat de getijdengeulen in de kuststreek dichtslibden, schonk graaf Filips privileges aan plaatsen zoals Damme, Nieuwpoort en Biervliet die uitgroeiden tot bedrijvige havenstadjes. Langs de zuidelijke kust kwamen Duinkerke, Mardijk en Grevelingen tot ontwikkeling. Vanuit de Vlaamse zeehavens werd handel gedreven met Engeland, Frankrijk, Italië en de Baltische staten. Over land werd er gehandeld op de jaarmarkten van Champagne en in het Rijnland. Een constante aanvoer van wol uit Engeland bediende de opkomende lakenproductie. De zuidelijke streken (het latere graafschap Artesië) exporteerden graan naar Engeland, Holland en Hamburg. In de heuvels ten westen van de Aa was veel wijnbouw, en Sint-Omaars was een belangrijke leverancier van wijn bestemd voor het noorden. De Vlaamse steden stelden hun rijkdom tentoon door belforten en lakenhallen te bouwen. Tegelijkertijd lieten ze hiermee zien dat ze projecten konden bekostigen die even indrukwekkend waren als de burchten van feodale machthebbers.

### Politieke crises en oorlogen (1180–1384)

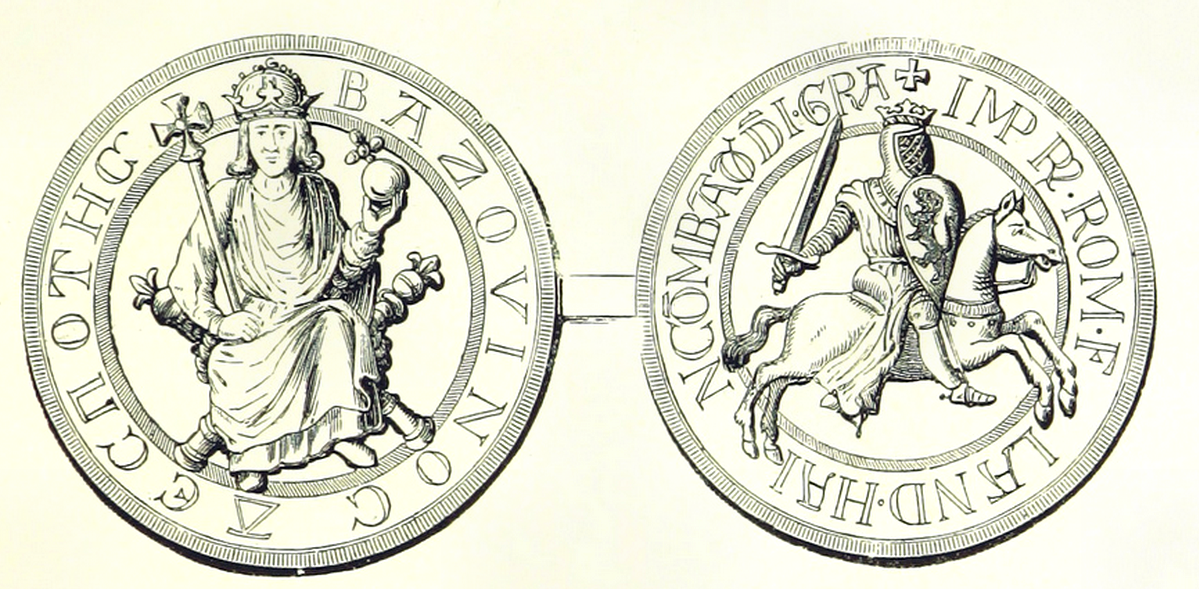
Zegel van Boudewijn van Vlaanderen, Henegouwen en Constantinopel

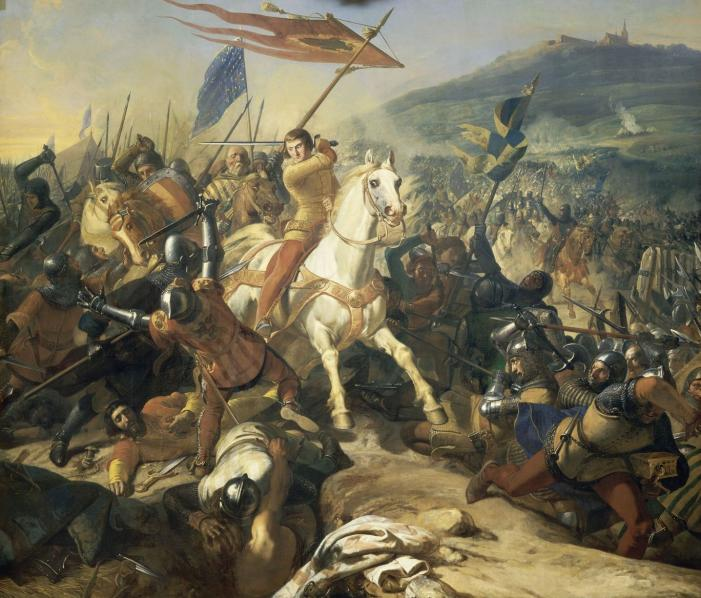
19e-eeuwse voorstelling van de Slag bij Pevelenberg

Met zijn grote aantal bezittingen was Filips van de Elzas een voorname edelman in het koninkrijk Frankrijk. Zijn twee huwelijken brachten geen kinderen voort, waardoor hij opgevolgd zou worden door zijn schoonbroer, Boudewijn V van Henegouwen. Deze was ook reeds graaf van Henegouwen en zou ook Namen ontvangen. De grote personele unie die zo zou ontstaan, zou Boudewijn zelfs meer rijkdom en invloed opleveren dan de Franse koning. Men besefte dat de koning het kinderloze overlijden van Filips zou willen aangrijpen om Vlaanderen "wegens gebrek aan rechtmatige erfgenamen" te doen terugvallen aan de kroon. Om de positie van Boudewijn alvast te versterken, trouwde diens oudste dochter met koning Filips Augustus (1180). De huwelijksperikelen van het kersverse echtpaar hadden echter het omgekeerde effect.
Toen Filips' echtgenote Elisabeth overleed, werd Filips gedwongen om Vermandois, Amiens en Valois af te staan aan een schoonzuster (het Verdrag van Boves, 1185). Filips vertrok op de Derde Kruistocht maar overleed in 1191. Boudewijn V was de koning vóór om zich te laten huldigen als de nieuwe graaf, maar hij moest de zuidelijke delen van Vlaanderen afstaan om formeel beleend te worden (zie de overdracht van Artesië). Na de korte regeringsperiodes van Boudewijn V en Boudewijn VI, haalde Filips Augustus de minderjarige erfdochters, Johanna en Margaretha, naar het Hof om hen een pro-Franse opvoeding te geven. Johanna trouwde later met Ferrand van Portugal. Filips Augustus achtte Ferrand gemakkelijk te manipuleren, maar als graaf begon deze een anti-Franse coalitie die aanvankelijk de Slag bij Damme won (1213) maar werd verpletterd in de Slag bij Bouvines (1214). Ferrand werd gevangen genomen en zou eerst vrijkomen na dertien jaar, tegen een zware afkoopsom (de Vrede van Melun, 1226).
Johanna en Ferrand kregen geen kinderen en werden daarom opgevolgd door Johanna's zus, Margaretha (1244). Deze uitte de wens dat haar zoon Willem van Dampierre zowel Vlaanderen als Henegouwen zou erven, om sterker te staan tegen Frankrijk. Een oudere zoon uit haar eerste huwelijk, Jan van Avesnes, werd hierdoor buitenspel gezet. Dit gaf aanleiding tot de Vlaams-Henegouwse Successieoorlog. Lodewijk IX van Frankrijk, keizer Frederik II, "tegenkeizer" Willem van Holland en de paus vonden dat Jan recht had op Henegouwen, maar Margaretha bedacht zich niet. Jan slaagde erin zijn halfbroer te laten vermoorden tijdens een toernooi, diens broer Gwijde te verslaan in de Slag bij Westkapelle, en een andere pretendent te verslaan. Margaretha onthield hem Henegouwen door zelf aan te blijven als gravin. Bij haar dood vererfde Henegouwen alsnog naar een zoon van Jan van Avesnes (1280).
Koning Filips de Schone schoffeerde graaf Gwijde van Dampierre door beslag te leggen op het Doornikse (1287) en terug te komen op de afkoopsom uit de Vrede van Melun. Gwijde zocht daarom toenadering tot Engeland; de koning kon maar net verijdelen dat een dochter van Gwijde trouwde met de Engelse kroonprins. In 1297 zegde Gwijde zijn trouw op en begon hiermee de Vlaamse Opstand (1297-1305). De steden vielen echter snel in Franse handen. De Franse bezetting werd tijdelijk beëindigd dankzij de Brugse Metten, de Guldensporenslag, de Slag bij Arke en de Slag bij Pevelenberg. De graaf van Henegouwen had zich echter aangesloten bij de Franse partij en kon Gwijde gevangennemen in de Slag bij Zierikzee. Vlaanderen moest het vernederende Verdrag van Athis-sur-Orge (1305) en Verdrag van Pontoise (1312) aanvaarden. De kasselrij Rijsel en kasselrij Douai werden Frans, en vormden zo een fysieke verbinding tussen het Doornikse en het kroondomein.
Graaf Gwijde werd opgevolgd door Robrecht III (in 1305) en Lodewijk van Crécy (in 1322). Lodewijk moest al meteen vluchten vanwege de opstand van Kust-Vlaanderen, die hij dankzij Franse hulp kon neerslaan in de Slag bij Kassel (1328). De pro-Franse koers van Vlaanderen werd vanuit Engeland beantwoord met een opschorting van de uitvoer van wol (1336). Vlaanderen belandde hierdoor in economisch verval en het volk greep de macht in de steden. Onder leiding van Jacob van Artevelde stelden de steden pro-Engelse eisen aan Lodewijk, die geregeld in Frankrijk verbleef om dergelijke overeenkomsten niet te moeten ondertekenen. In 1346 sneuvelde hij in een veldslag tegen de Engelsen, die hierna het aangrenzende graafschap Guînes veroverden.
Aan het begin van de regeringsperiode van Lodewijk van Male werd de samenleving ontwricht door de Zwarte Dood (1349). Vervolgens startte Lodewijk de Brabantse Successieoorlog en verkreeg hierdoor de heerschappij over het markgraafschap Antwerpen en de heerlijkheid Mechelen. Na het overlijden van zijn moeder erfde hij ook Artesië en het Franche-Comté. In 1369 trouwde zijn dochter met een broer van de koning; in ruil keerden Rijsel en Douai terug naar Vlaanderen. Met de hulp van zijn schoonzoon versloeg Lodewijk de Gentse milities in de Slag bij Westrozebeke (1382).

### Bourgondische periode en Karel V (1384–1555)

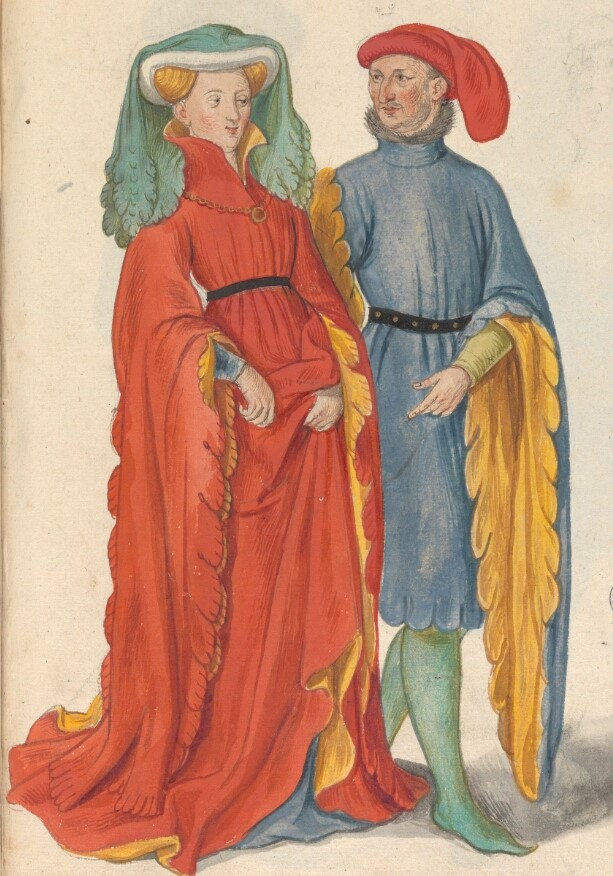
Vlaamse klederdracht omstreeks 1400, volgens Lucas d'Heere

In 1384 volgde Filips de Stoute zijn schoonvader, Lodewijk van Male, op. Omdat hij de titel "hertog van Bourgondië" voerde, staan Vlaanderen, Artesië, Antwerpen en Mechelen vanaf dan bekend als de "Bourgondische Nederlanden". Van al zijn bezittingen in de Nederlanden en Frankrijk, was Vlaanderen het rijkste gewest dankzij een bloeiende economie en een bevolking van ongeveer 750.000 inwoners. Filips de Stoute bezweek onverwacht aan een ziekte (1404) en zijn zoon Jan zonder Vrees werd vermoord in de burgeroorlog tussen de Armagnacs en Bourguignons (1419).
Tijdens de lange regeringsperiode van Filips de Goede (1419–1467) werden de Bourgondische Nederlanden sterk uitgebreid. Ten zuiden van Artesië verwierf hij zelfs alle gebieden tot aan de Somme (de Vrede van Atrecht). De Staten van Vlaanderen kregen zitting in een nieuw overkoepelend orgaan, de Staten-Generaal der Nederlanden. Filips de Goede werd opgevolgd door de ambitieuze Karel de Stoute, die veel oorlogen voerde en uiteindelijk sneuvelde (1477). Koning Lodewijk XI maakte gebruik van zijn plotse dood om een groot aantal gebieden onder de voet te lopen (de Bourgondische Successieoorlog). De erfdochter van Karel, Maria van Bourgondië, wachtte niet langer om in het huwelijk te treden met Maximiliaan van Oostenrijk. Deze kon de Franse opmars richting Vlaanderen stoppen dankzij een overwinning in Artesië (1479).
Na de regeringsperiode van Filips van Castilië kwam in 1506 Karel V aan de macht. In 1520 werd hij ook benoemd tot keizer van het Heilige Roomse Rijk, maar Frankrijk begon deze keuze aan te vechten. In de hierop volgende Italiaanse Oorlog (1521-1526) kon Karel het Doornikse innemen en herenigen met Vlaanderen (1521). Bovendien vond hij dat hij als keizer van het Heilige Roomse Rijk niet leenroerig mocht zijn aan Frankrijk, wat nu het geval was voor Kroon-Vlaanderen en Artesië. De koning moest toegeven in 1526 en in 1529. Voor het eerst sinds het Verdrag van Ribemont (880) verschoof de rijksgrens. Kroon-Vlaanderen en Artesië werden ingedeeld bij de Bourgondische Kreits van het Heilige Roomse Rijk.
Omdat elk gewest een verschillend gewoonterecht kon hebben over de rechtmatige opvolging, liet Karel V de Pragmatieke Sanctie (1549) goedkeuren. Hierdoor werden de Nederlanden voortaan een ondeelbaar geheel van Zeventien Provinciën. Door de Transactie van Augsburg werden zij bovendien juridisch en fiscaal losgemaakt van het Rijkskamergerecht van het Heilige Roomse Rijk. De Staten-Generaal en de Grote Raad van Mechelen werden feitelijk soeverein. In 1555 deed Karel V troonsafstand. De Nederlanden en het Spaanse Rijk vielen aan Filips II van Spanje.

### Spaanse en Oostenrijkse periode (1555–1794)

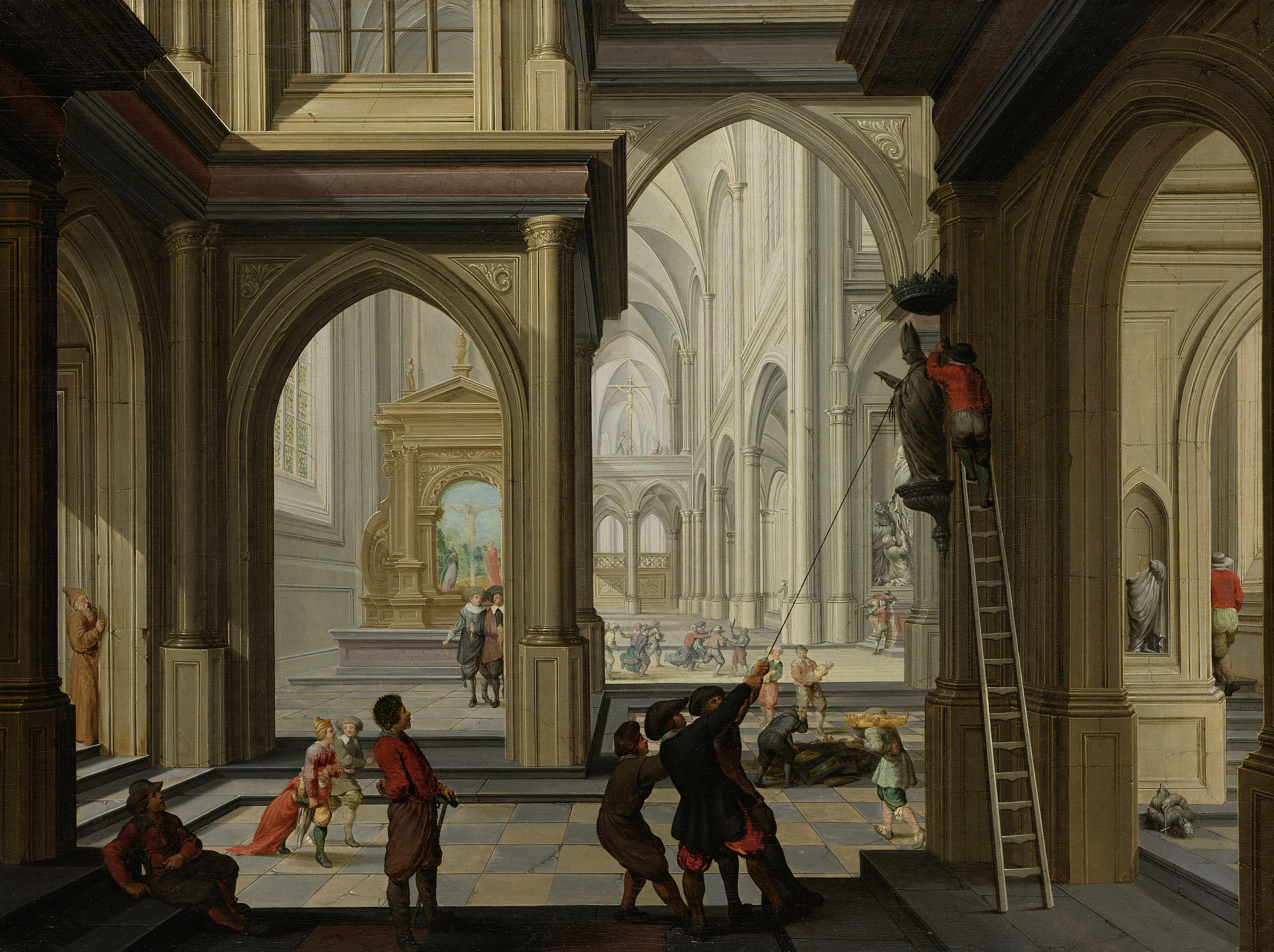
De Beeldenstorm begon in het graafschap Vlaanderen

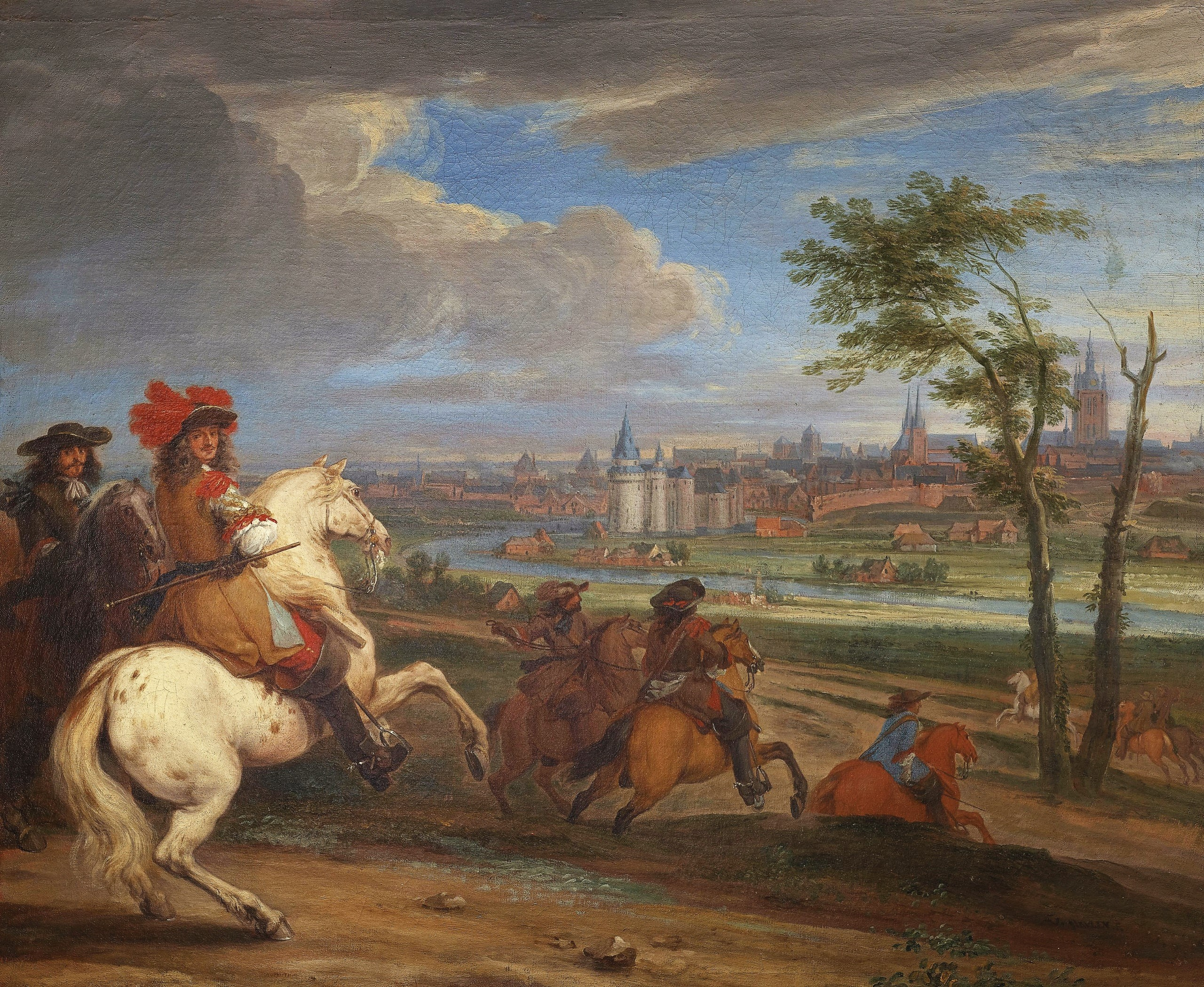
Het beleg van Kortrijk (1667) door van der Meulen

Sinds 1500 werd de lakennijverheid in de Lage Landen geconfronteerd met een afnemende vraag. In de steden ontstond een arme werkliedenklasse. Nieuwe godsdienstige stromingen, zoals het anabaptisme dat streefde naar een herverdeling van rijkdom, kreeg snel voet aan de grond, in het bijzonder in het Westkwartier van het graafschap Vlaanderen. Tussen 1520 en 1570 veroordeelde de Inquisitie in de Nederlanden zo'n 2.000 mensen ter dood omdat ze weigerden een "afwijkend geloof" af te zweren. De adel reageerde met het Smeekschrift der Edelen (1566). Drie maanden later kwamen protestantse groeperingen openlijk in opstand. De Beeldenstorm begon in het Vlaamse stadje Steenvoorde en verspreidde zich razendsnel over de rest van de Nederlanden. De nieuwe landvoogd, Alva, onderwierp de opstandige steden opnieuw aan het gezag van Filips II van Spanje.
Drie jaar na het vertrek van Alva werd de samenstelling van de Raad van State onder dwang gewijzigd en nam ze eenzijdig een nieuw godsdienstig beleid aan voor de Nederlanden (de Pacificatie van Gent, 1576). Landvoogd Don Juan kreeg echter van Filips II, zijn halfbroer, de opdracht het protestantisme onverminderd te blijven bestrijden. Nu grepen radicale protestanten de macht in de steden. Het graafschap Vlaanderen viel uiteen in een protestants noorden (de Gentse Republiek) en een katholiek zuiden (de kasselrij Rijsel en kasselrij Douai). Het zuiden, verontrust door het schrikbewind in veel protestantse steden, sloot zich aan bij de Unie van Atrecht en wenste een terugkeer van de koning onder voorwaarden. Het noorden verenigde zich tot  de Unie van Utrecht.
Landvoogd Alexander Farnese herstelde het koninklijke gezag in bijna alle gewesten (1579–1588). Protestanten kregen de keuze om zich opnieuw aan te sluiten bij de staatsgodsdienst, of te emigreren. Maar ook mensen die rechtstreeks getroffen waren door verwoestingen en economische schade, namen deel aan de migratiestroom in de Nederlanden. Brugge verloor een derde van zijn inwoners. Hondschote, in het "ketterse Westkwartier", viel zelfs terug van 18.000 naar 385 inwoners. De meeste mensen trokken naar het noorden, waar de Republiek der Nederlanden met succes tegen een Spaanse herovering bleef strijden. In het verdere verloop van de Tachtigjarige Oorlog wist de Republiek bovendien de Vlaamse steden Axel (1586), Sluis (1604) en Hulst (1645) te veroveren. Deze steden vormden samen het Generaliteitsland "Staats-Vlaanderen".
Het Spaanse bewind kwam verzwakt uit de Tachtigjarige Oorlog en de Dertigjarige Oorlog. Het sterke geheel van Zeventien Provinciën was uiteengevallen in de Spaanse Nederlanden (in het zuiden) en de Republiek der Nederlanden (in het noorden). Hierdoor werden de Spaanse Nederlanden een gemakkelijk doelwit van koning Lodewijk XIV van Frankrijk. Artesië en Kamerijk werden definitief ingelijfd door Frankrijk. Ook grote delen van Vlaanderen en Henegouwen vielen in Franse handen. In Vlaanderen betrof het de volgende steden:
- Frans-Spaanse Oorlog (1635-1659): Grevelingen, Broekburg en Duinkerke
- Devolutieoorlog (1667–1668): Sint-Winoksbergen, Veurne, Kortrijk, Rijsel, Doornik en Douai
- Hollandse Oorlog (1672–1679): Kassel, Belle en Ieper

Bij de Vrede van Utrecht (1713) stond Frankrijk de steden Veurne, Ieper en Kortrijk opnieuw af. Deze steden werden niet herenigd met Vlaanderen, maar bleven een afzonderlijk gewest in de Oostenrijkse Nederlanden, onder de benaming "provincie West-Vlaanderen". Ook een gedeelte van het Doornikse keerde terug naar de Nederlanden, maar bleef eveneens een afzonderlijk gewest. De Oostenrijkse periode bracht vrede en economische bloei. Wel brak in 1789 de Brabantse Omwenteling uit tegen keizer Jozef II. Het graafschap Vlaanderen, de provincie West-Vlaanderen en het Doornikse namen allen deel aan de oprichting van de Verenigde Nederlandse Staten. Door de Slag bij Falmagne (1790) moesten de Staten van Vlaanderen opnieuw het Oostenrijkse gezag erkennen.

### Franse, Nederlandse en Belgische periode (1794–nu)

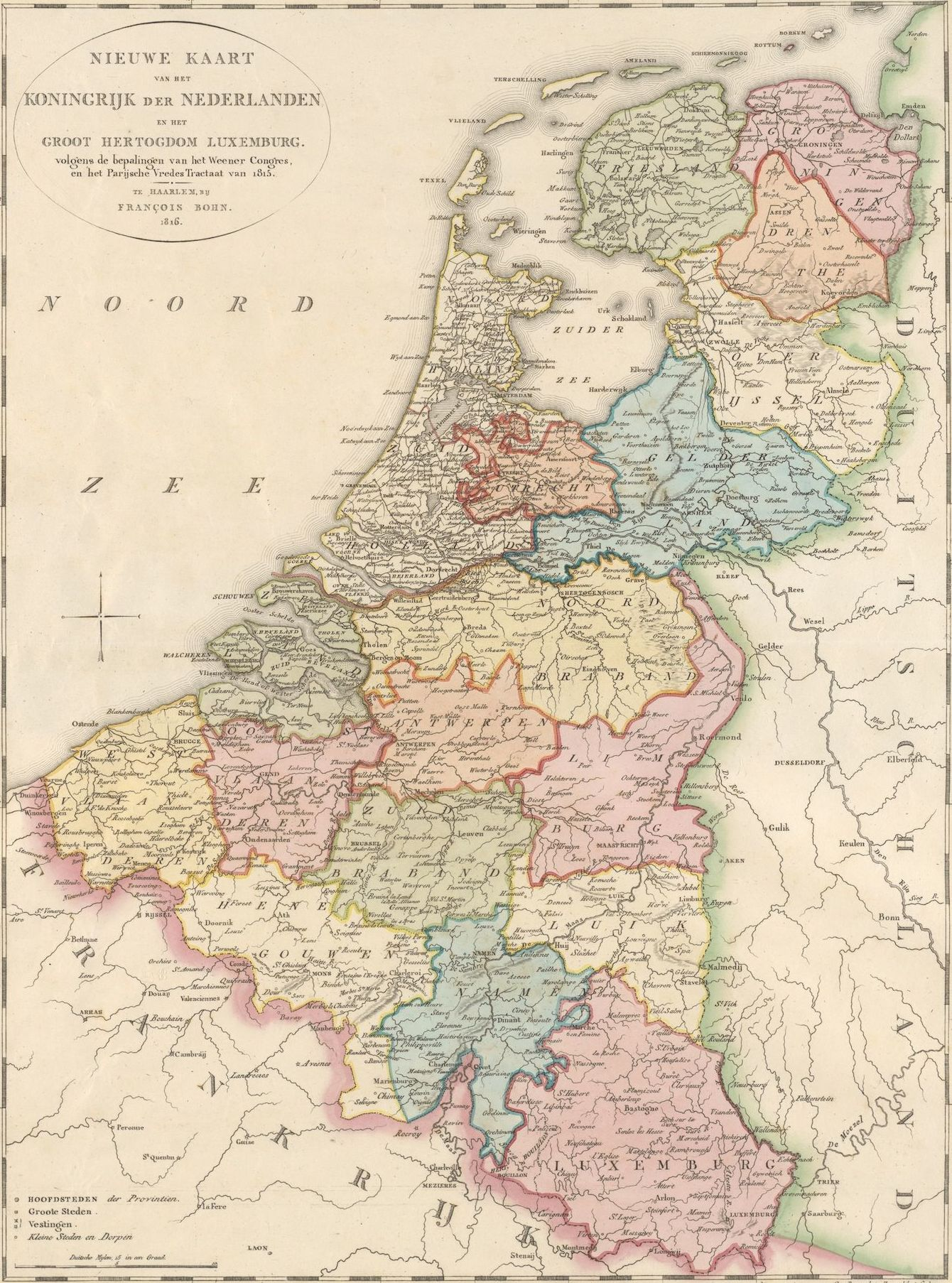
De provincies West- en Oost-Vlaanderen binnen het Verenigd Koninkrijk der Nederlanden

Na de Slag bij Fleurus (1794) werden de Oostenrijkse Nederlanden bezet door de Eerste Franse Republiek. Voorlopig werden alle feodale gebieden omgevormd tot "arrondissementen". In 1795 werden deze arrondissementen gegroepeerd tot departementen. De westelijke helft van het graafschap en de provincie West-Vlaanderen vormden samen het "departement Leie". De oostelijke helft en Staats-Vlaanderen vormden samen het "departement Schelde".
Het Congres van Wenen (1814) wees de departementen toe aan het Verenigd Koninkrijk der Nederlanden. De Nederlandse Grondwet gaf hieraan de benamingen "provincie West-Vlaanderen" en "provincie Oost-Vlaanderen". Het voormalige Staats-Vlaanderen ging over naar de provincie Zeeland. Tijdens de Belgische Revolutie kwamen West- en Oost-Vlaanderen bij het toekomstige België. De titel "graaf van Vlaanderen" bleef voortbestaan als een ceremoniële titel in het Belgische koningshuis, maar geraakte in onbruik in 1983.
In het kader van de taalstrijd in België kwam in het volledige noorden van België een beweging op gang die zichzelf "de Vlaamse Beweging" doopte. De Nederlandstalige dialecten in België werden vervolgens ook bestempeld als "Vlaamse dialecten". In de 20e eeuw werd dit taalgebied een eigen politieke eenheid, door de oprichting van de Vlaamse Gemeenschap en het Vlaams Gewest. Hierdoor is de invulling van de gebiedsnaam "Vlaanderen" verruimd tot het Nederlandstalige gedeelte van België.

## Belangrijke veldslagen op Vlaams grondgebied
- Slag bij Kassel (1071)
- Slag bij Axpoele (1128)
- Slag bij Bouvines (1214)
- Slag bij Westkapelle (1253)
- Guldensporenslag (1302)
- Slag bij Arke (1303)
- Slag bij Pevelenberg (1304)
- Slag bij Kassel (1328)
- Slag bij Sluis (1340)
- Slag om het Beverhoutsveld (1382)
- Slag bij Westrozebeke (1382)
- Slag bij Grevelingen (1558)
- Slag bij Nieuwpoort (1600)
- Slag bij Duinkerke (1658)
- Slag bij Kassel (1677)
- Slag bij Oudenaarde (1708)